# Alpen
De Alpen vormen een bergketen in Europa, die zich uitstrekt van de Franse Middellandse Zeekust in het zuidwesten tot de Pannonische vlakte in het oosten. De oppervlakte van het gebergte is meer dan 200.000 km². De Alpen spreiden zich over acht landen: Oostenrijk (29%), Italië (27%), Frankrijk (21%), Zwitserland (13%), Duitsland (5,8%), Slovenië (3,6%), Liechtenstein (0,08%) en Monaco (0,001%). Er kan gesteld worden dat Hongarije hier ook toe behoort, aangezien het op zijn grens gelegen Ödenburgergebergte tot de Alpen wordt gerekend. In totaal wonen er circa 13 miljoen mensen in de gehele Alpen.
De Alpen worden begrensd door de Povlakte, de Golf van Genua, de Rhônevlakte, de Jura, de Zwitserse Hoogvlakte, het Alpenvoorland van Beieren en de Kleine Hongaarse Laagvlakte. De boog van de Alpen begint bij de Golf van Genua, waar het gebergte oostwaarts overgaat in de Apennijnen. Vanaf hier loopt het gebergte naar het noorden, om dan oostwaarts rond de Povlakte te buigen. In deze ombuiging komen de Alpen tegen de Jura aan om dan verder naar het oosten geleidelijk lager te worden. Bij Wenen zijn de Alpen gescheiden van de geologisch verwante Karpaten door het Bekken van Wenen.
Slechts in het westen van de Alpen liggen toppen boven de 4000 meter. De hoogste top is de Mont Blanc (4808 m) en daarnaast zijn er 82 toppen hoger dan 4000 meter. De Alpen is een relatief jong gebergte, gevormd tijdens de Alpiene orogenese in het Tertiair. In de Alpen ontspringen vele grote rivieren van Europa, zoals de Rhône, de Rijn, de Po en de Inn. Bovendien wordt de Donau voor een belangrijk deel gevoed door Alpenrivieren, waarvan de Inn de voornaamste is.
De Alpen vormen een belangrijke geografische barrière in Europa. Sinds de prehistorie vormen de Alpenpassen belangrijke verbindingen tussen Zuid- en Noord-Europa. Ook in de 21e eeuw zijn een selectie bergpassen (en tunnels) van internationaal belang.

## Geografie
De Alpen zijn het grootste en hoogste gebergte van Europa naast de Kaukasus (grens met Azië). De naam heeft oorspronkelijk betrekking gehad op de veeweiden op de niet te steile en rotsige berghellingen. Men spreekt in de Duitstalige alpine gebieden trouwens nog van Ätzalpen (zomerweiden) en Heualpen (schralere graslanden die uitsluitend of hoofdzakelijk als hooiland worden gebruikt). Daarnaast kent men onder meer Sennalpen (bergweiden voor melkvee dat gehouden wordt ten behoeve van de bergkaasbereiding) en Galtalpen.
Het hoogste punt van de Alpen is de 4808 meter hoge Mont Blanc, letterlijk ‘witte berg’ dankzij de eeuwige sneeuw op de top van de berg. Andere bekende bergen zijn de Matterhorn, Zugspitze, Eiger en Großglockner. Vele grote rivieren ontspringen in de Alpen waaronder de Rhône, de Rijn en de Po. Bovendien wordt de Donau voor een belangrijk deel gevoed door Alpenrivieren, waarvan de Inn de voornaamste is. Daarnaast zijn er in de Alpen en in de directe nabijheid daarvan vele meren, de grootste zijn: het Meer van Genève, het Bodenmeer, het Gardameer en het Lago Maggiore.

### Indeling en begrenzing

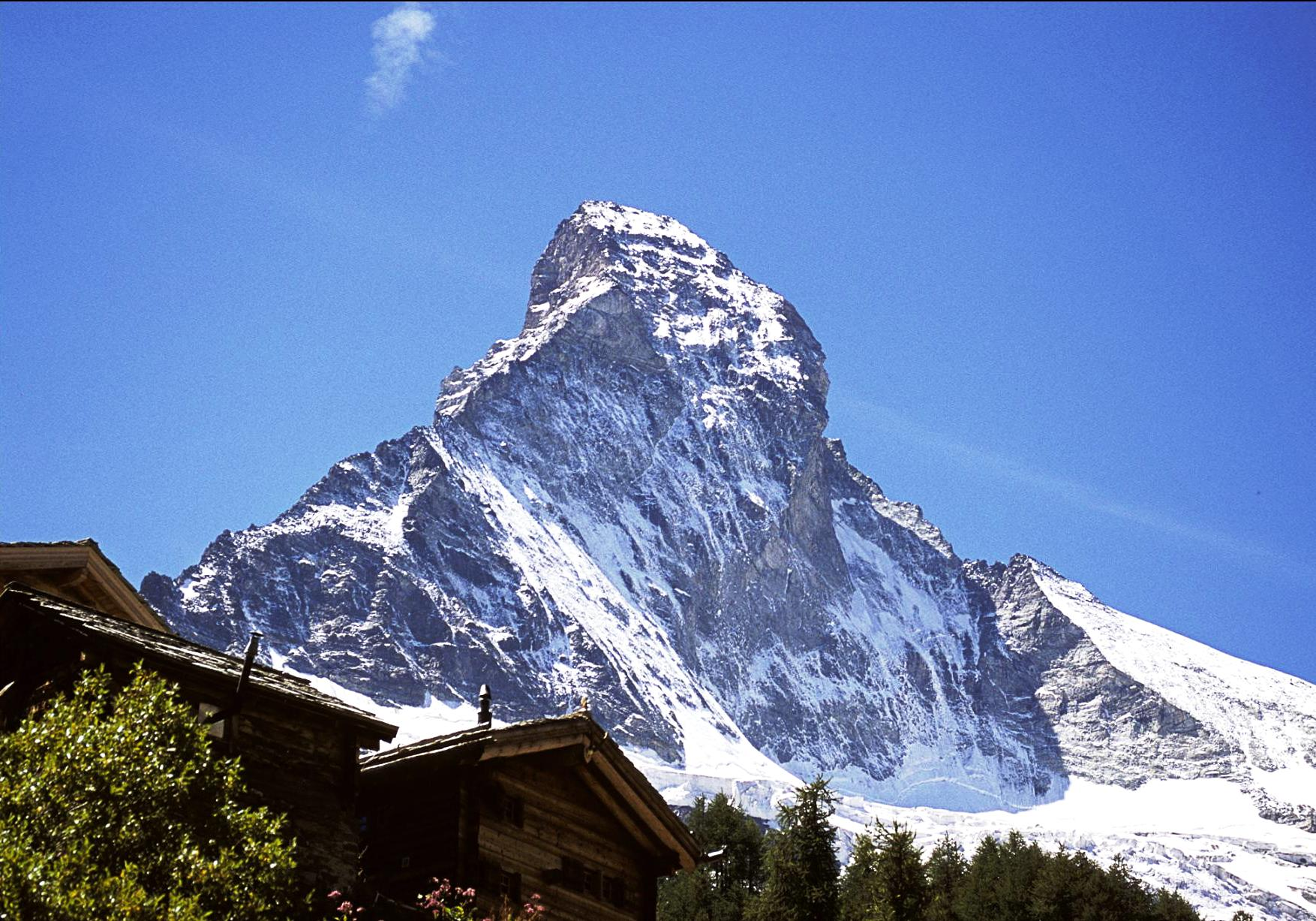
Matterhorn, Walliser Alpen

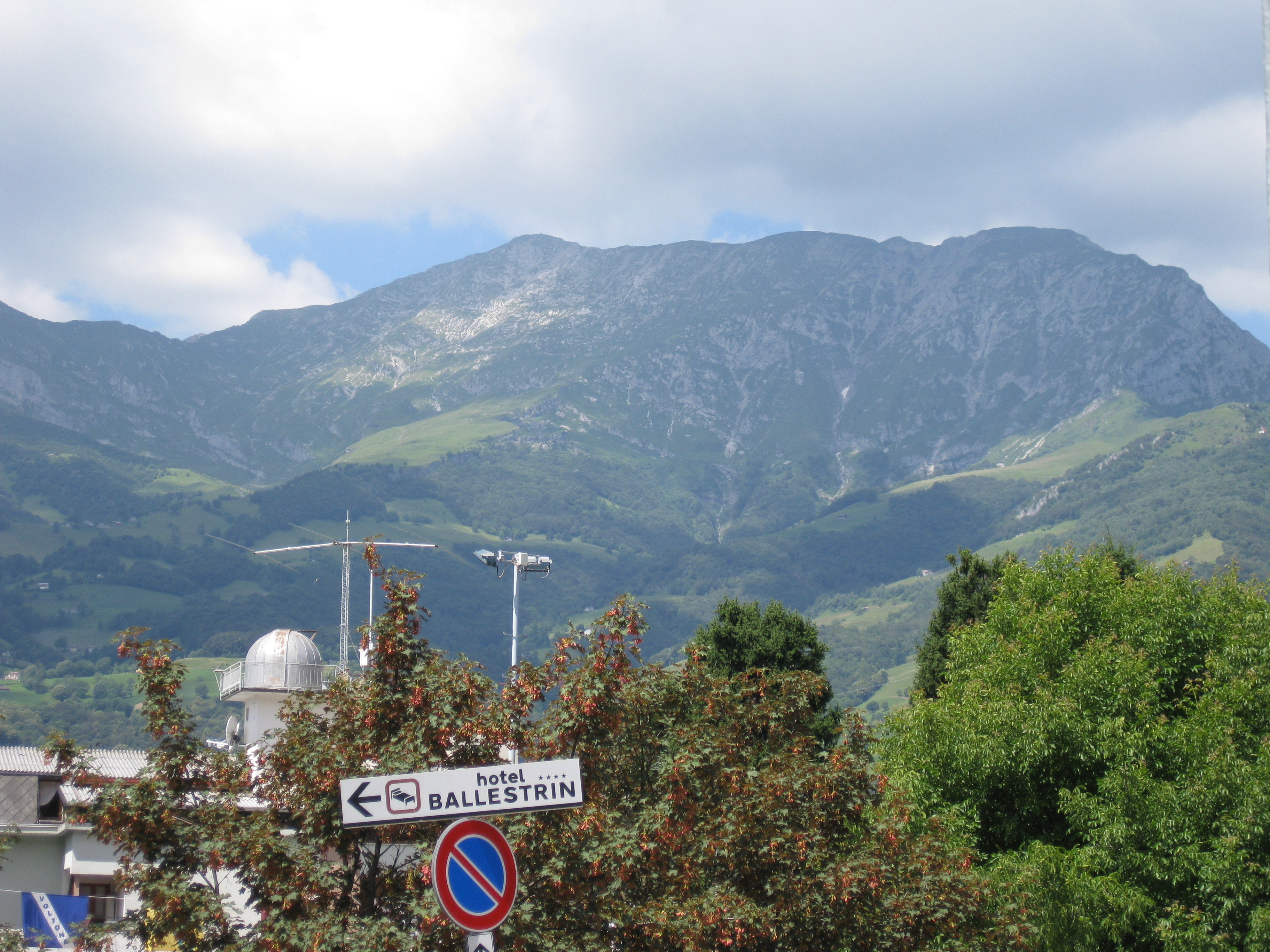
Het uitzicht vanaf Grigne, Barzio, Italië

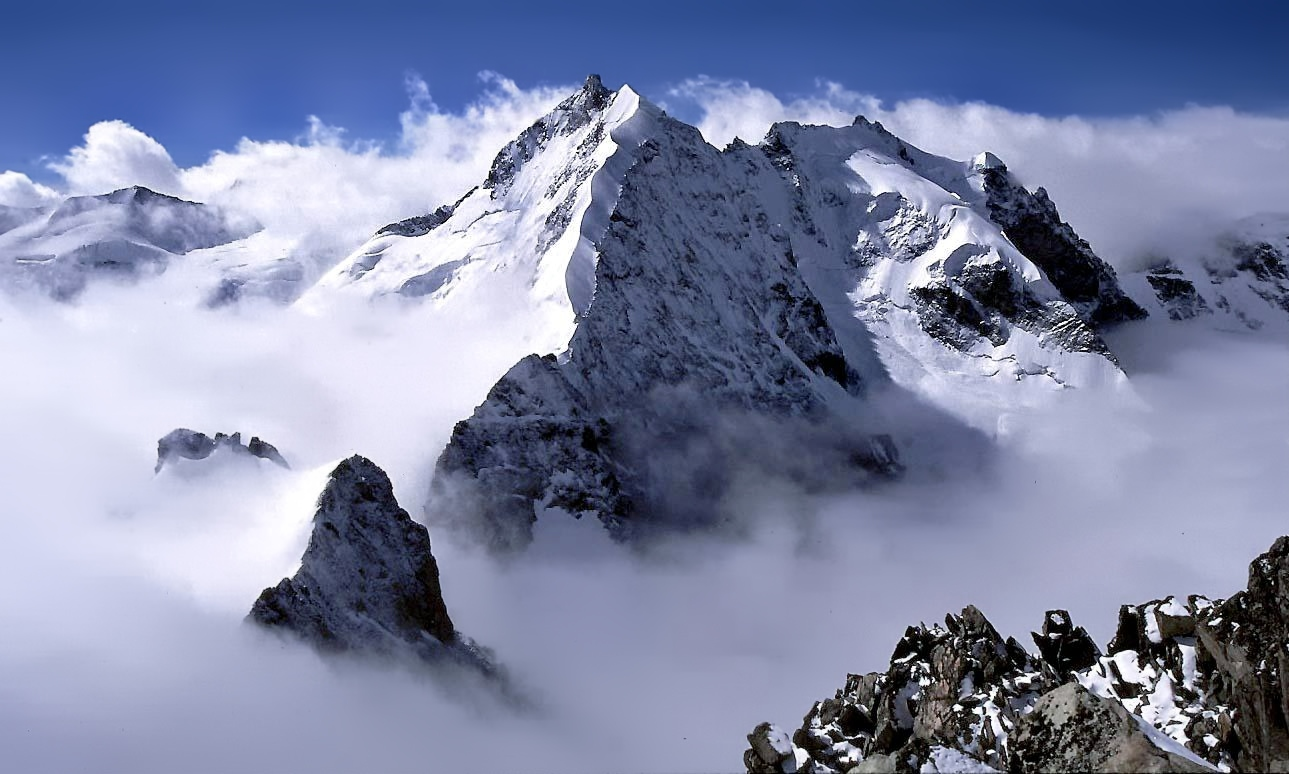
Piz Bernina, Berninamassief

De Alpen worden verdeeld in oostelijke en westelijke Alpen, waarbij de grens op de lijn Bodenmeer-Chur-Splügenpas-Comomeer ligt. Daarnaast worden de oostelijke Alpen van noord naar zuid in drie groepen ingedeeld: de Noordelijke Kalkalpen, de Centrale Alpen en de Zuidelijke Kalkalpen. Rond de 'echte' Alpen liggen verschillende uitlopers en lagere bergmassieven die men kent als de Voor-Alpen. Afhankelijk van de definitie van de Alpen worden deze Voor-Alpen al dan niet tot de Alpen gerekend.
Als meest zuidwestelijke pas van de 'echte' Alpen wordt de Tendapas genomen. De grens tussen Alpen en Apennijnen ligt bij de Cadibonapas. Tussen beide liggen de Ligurische Alpen.
Het oostelijke einde van de 'echte' Alpen op de kam van de Niedere Tauern wordt soms bij de Radstädter Tauernpas, de Schoberpas (849 m) of op de Leopoldsberg bij Wenen gelegd. De Schoberpas markeert het oostelijke einde van de Niedere Tauern. Aan de oostzijde van de Alpen wordt naast de hoofdkam over de Hohe en Niedere Tauern soms een tweede hoofdkam naar de Julische Alpen onderscheiden. Deze laatste verloopt vanaf het Toblachzadel en de Camporossopas naar de Julische en Kamnische Alpen.

#### Westelijke Alpen
- Ligurische Alpen
- Zee-Alpen
- Alpen en Voor-Alpen van de Provence
  - Massif des Trois-Évêchés
- Cottische Alpen
- Alpen van de Dauphiné
  - Écrinsmassief
  - Belledonne
- Voor-Alpen van de Dauphiné
  - Dévoluymassief
  - Vercors
- Grajische Alpen
  - Vanoisemassief
  - Gran Paradiso
  - Mont Blancmassief
- Voor-Alpen van de Savoye
  - Aiguilles Rouges
- Walliser Alpen of Penninische Alpen
- Lepontische Alpen
- Vooralpen rond Lugano
- Berner Alpen
- Glarner Alpen
- Zwitserse Vooralpen

#### Oostelijke Alpen
- Noordelijke Kalkalpen
  - Rätikon
  - Wettersteingebergte
  - Karwendel
- Centrale Alpen
  - Rätische Alpen
    - Albula Alpen
    - Berninamassief

  - Ötztaler Alpen
  - Zillertaler Alpen
  - Hohe Tauern
  - Gurktaler Alpen
  - Lavanttaler Alpen
  - Sarntaler Alpen
- Zuidelijke Kalkalpen
  - Ortler Alpen
  - Bergamasker Alpen
  - Adamellomassief
  - Prealpi Gardesane
  - Gailtaler Alpen
  - Dolomieten
  - Julische Alpen
  - Karawanken
  - Kamnische Alpen
  - Karnische Alpen

### Hoge Alpentoppen
Volgens de conventies van de UIAA zijn er in totaal 82 toppen in de Alpen boven de 4000 meter, zogeheten vierduizenders. De hoogste Alpentop is de Mont Blanc, waarvan de eerste meting in 1775 een hoogte van 4775 meter aangaf. Sinds de nieuwste metingen in 2021 is de berg officieel 4807,81 meter hoog..  De Mont Blanc ligt op de Frans-Italiaanse grens, vlak bij Chamonix-Mont-Blanc in de Franse Alpen. De Mont Blanc werd lange tijd beschouwd als hoogste berg van Europa, maar wanneer de Kaukasus tot Europa gerekend wordt, valt die eer ten deel aan de Elbroes (5642 m).

### Landen (deels) in de Alpen en de hoogste berg
- Duitsland, hoogste berg: Zugspitze (2962 m)
- Liechtenstein, hoogste berg: Grauspitz (2599 m)
- Oostenrijk, hoogste berg: Großglockner (3798 m)
- Slovenië, hoogste berg: Triglav (2864 m)
- Frankrijk, hoogste berg: de Mont Blanc (4808 m)
- Italië, hoogste berg is ook de Mont Blanc. Op kaarten uitgegeven door de Frankrijk ligt de Frans-Italiaanse grens ten zuiden van de top; hierdoor zou niet de Mont Blanc, maar de Mont Blanc de Courmayeur (4748 m) de hoogste bergtop van Italië zijn. Tijdens de conventie van 7 maart 1861 is de grens over de top van de Mont Blanc getrokken.
- Zwitserland, hoogste berg is de Dufourspitze in het Monte Rosamassief (4634 m)
- Monaco, hoogste berg: Chemin des Révoires (162 m)
- Hongarije, hoogste berg: Magas-Bérc in het Ödenburgergebergte (557 m)

### Hydrografie
De hoofdkam van de Alpen loopt gelijk met de waterscheiding tussen verschillende stroomgebieden. Dit zijn voornamelijk de stroomgebieden van vier grote Europese rivieren: de Rhône, Rijn en Donau aan de "noordzijde" en de Po aan de "zuidzijde". Een aantal zijrivieren van deze stromen die in de Alpen ontspringen zijn de Durance, Drac, Isère, Voor-Rijn, Achter-Rijn, Ticino, Inn, Drau, Salzach, Enns en Mur. Andere stroomgebieden van rivieren die rechtstreeks in de Middellandse Zee uitmonden zijn die van de Roya en de Var in het zuidoosten van Frankrijk en dat van de Adige en de Piave in het noordoosten van Italië.
Tussen de Pizzo Pesciora en de Lunghinpas vormt de hoofdkam van de Alpen eveneens de Europese waterscheiding tussen de Atlantische Oceaan (Rijn) in het noorden en de Middellandse Zee (Rhône, Po en Donau) in het zuiden.
De Pizzo Pesciora (in feite een wat lagere top even ten noorden ervan) vormt het tripelpunt tussen de stroomgebieden van de Rhône, Rijn en Po. De Lunghinpas vormt een drievoudige waterscheiding tussen Rijn, Donau en Po. Ten westen van de Pizzo Pesciora en ten oosten van de Lunghinpas stromen beide zijden van de Alpen af naar de Middellandse Zee. Ten westen van de Pizzo Pesciora loopt de hoofdkam over de waterscheiding tussen Rhône, Var en Roya aan de westzijde van de Alpen en de Po aan de oostzijde.

## Geologie

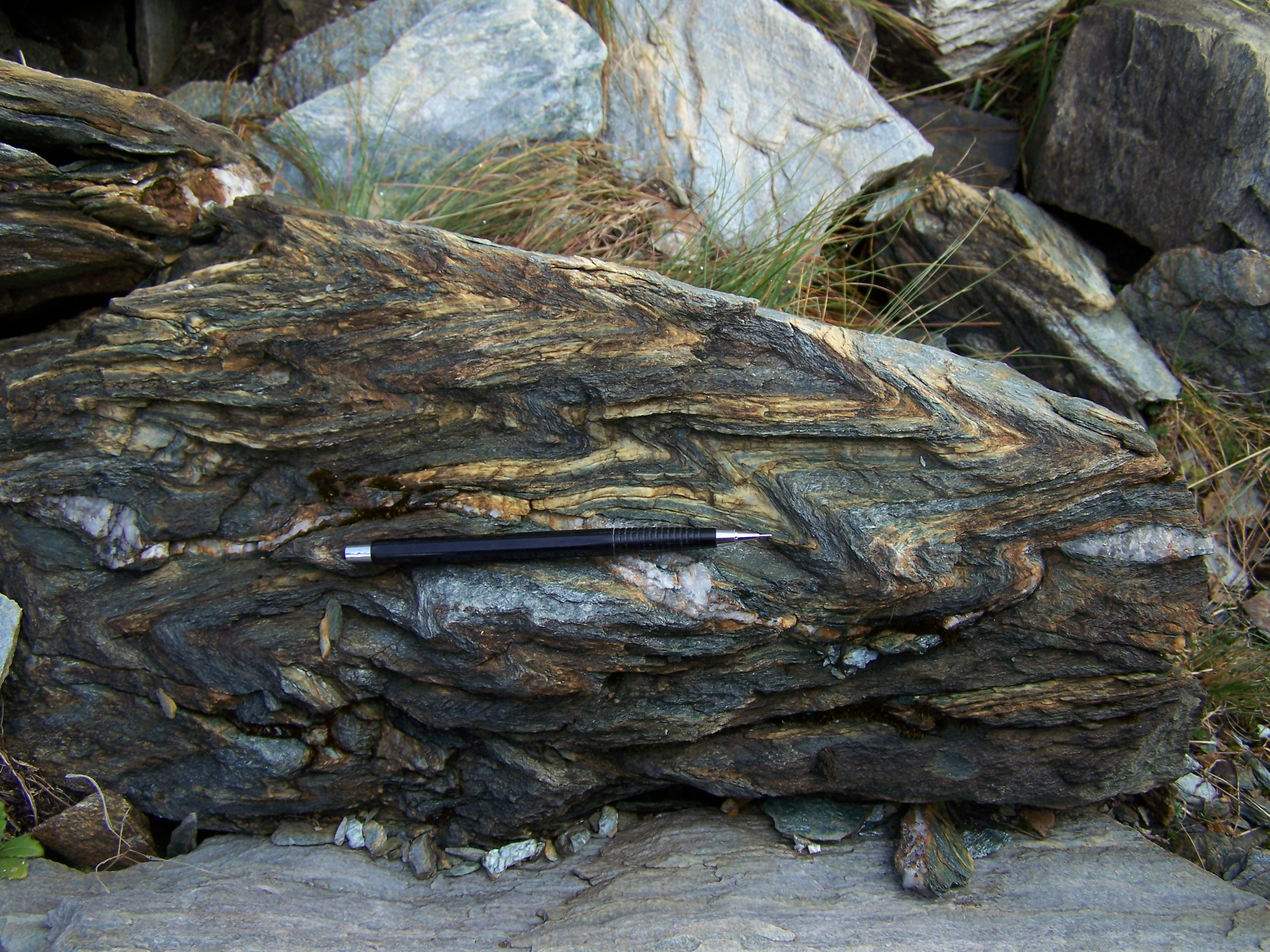
Intense plooien in een schist uit de centrale zone van de Alpen (Lukmanierpas).

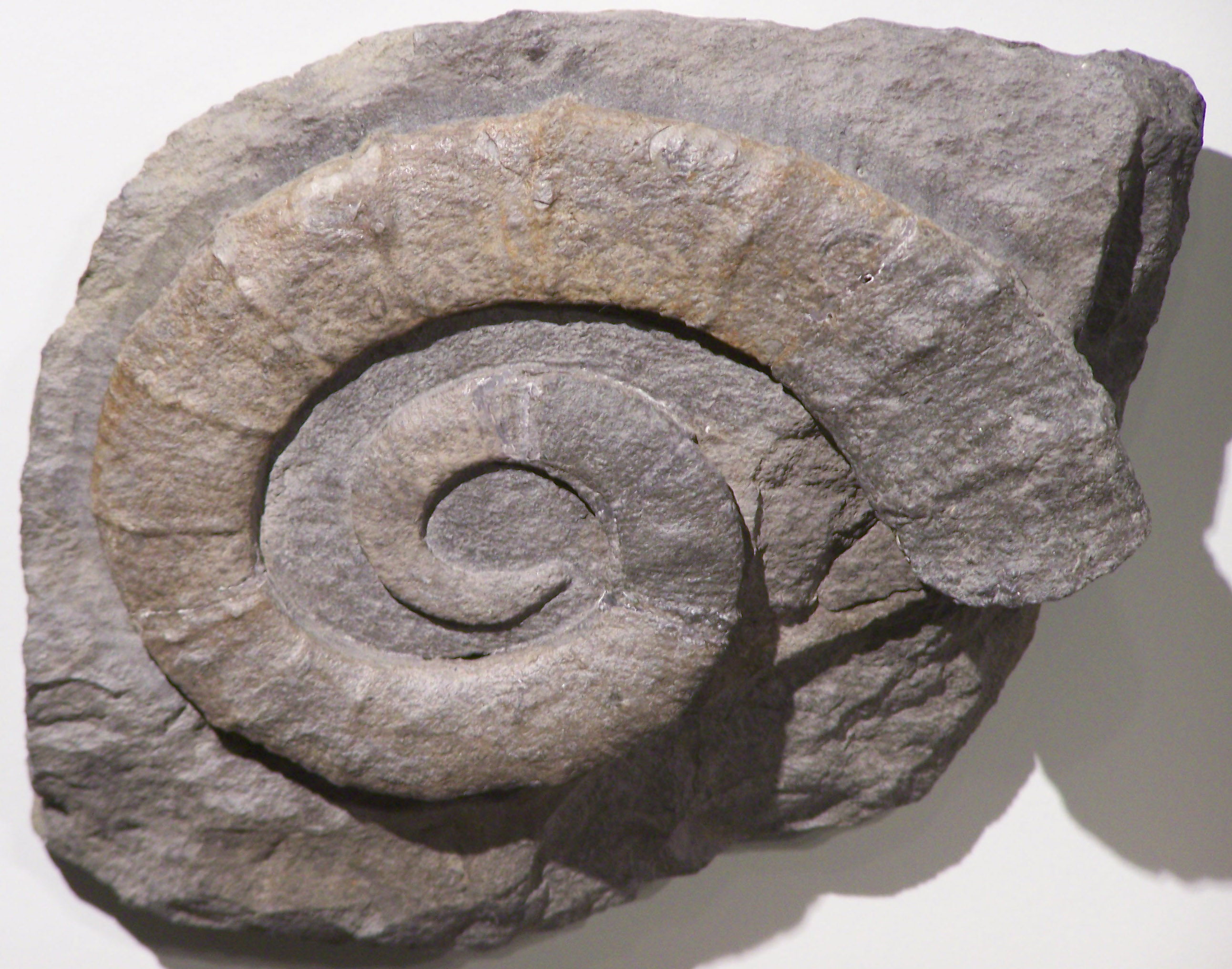
Een ammoniet (een uitgestorven soort inktvis) uit de Noordelijke Kalkalpen. Dit deel van de Alpen bestaat uit sedimenten uit de ondiepe binnenzeeën die ooit de zuidelijke rand van Europa bedekten.

De Alpen vormen een onderdeel van een Tertiaire gordel van gebergtes die langs de zuidelijke grens van de continenten Europa en Azië loopt. Deze gordel van gebergtes werd gevormd tijdens de Alpiene orogenese. De gordel lijkt niet continu door te lopen, er zitten gaten tussen bijvoorbeeld de Alpen en de Karpaten. Gebergtevorming heeft wel degelijk overal plaatsgevonden, maar latere tektonische daling van de tussengelegen stukken lithosfeer heeft ervoor gezorgd dat de bergen niet continu doorlopen.
De Alpen zijn ontstaan als gevolg van platentektoniek, om precies te zijn het naar elkaar bewegen van de Afrikaanse en Euraziatische tektonische platen, waardoor het stuk van de lithosfeer dat Italië bevat als het ware in Europa gedrukt werd. Dit gebeurde in een aantal fasen, te beginnen in het Krijt (rond 110 miljoen jaar geleden) en met het hoogtepunt tijdens het Paleogeen, zo'n 50 tot 35 miljoen jaar geleden. Ook tegenwoordig gaat het naar elkaar toe bewegen van de platen nog door.
Tijdens gebergtevorming worden delen van de aardkorst omhoog gestuwd, geplooid en over elkaar geschoven. In de centrale zone van het gebergte, waar de twee platen aan elkaar grenzen, bewegen stukken lithosfeer diep de aardmantel in (dit proces noemt men subductie). Sommige van deze delen komen daarna weer omhoog, maar hebben bij hun reis door de diepte metamorfose ondergaan, verandering van de mineralen waaruit het gesteente bestaat.
Net als andere gebergten hebben de Alpen een opbouw met een centrale zone in het midden en aan weerszijden een voorland en een achterland. De centrale zone bestaat uit metamorfe gesteenten uit de diepere delen van de continenten en fragmenten van de aardmantel of van de ooit tussen de twee continenten gelegen oceaankorst. Dit zijn voornamelijk gneisen en schisten.
De randen van de continenten werden voor de gebergtevorming, in het Jura en Krijt, bedekt met warme ondiepe binnenzeeën, waar veel organismen leefden die skeletjes uit kalk opbouwden. De randen van de continenten waren daarom bedekt met dikke lagen kalksteen. Tijdens de vorming van de Alpen werd deze kalksteen omhoog gestuwd, geplooid en over elkaar geschoven. Tegenwoordig vormen de dikke lagen kalksteen de Noordelijke en Zuidelijke Kalkalpen aan weerszijden van de centrale zone.
Ten slotte liggen aan zowel de zuidelijke als noordelijke flank van de Alpen grote bekkens, waar de aardkorst onder het gewicht van het gebergte naar beneden beweegt. Hier verzamelde zich veel erosiemateriaal uit het gebergte in de vorm van sediment. In het zuiden is dit het Pobekken, in het noorden het Molassebekken in Zwitserland en Zuid-Beieren.
Het reliëf van bergen en dalen is vergeleken met deze processen relatief nieuw. Het werd voornamelijk gevormd in het Kwartair (de laatste 2,5 miljoen jaar), tijdens diverse perioden van flinke vergletsjering (glacialen), waarbij niet alleen de Alpen, maar ook omliggende gebieden bedekt waren met gletsjers. In het gebergte hebben de gletsjers diepe trogdalen uitgesleten en materiaal uit het gebergte meegevoerd naar de vlakkere gebieden in het voor- en achterland. Voorbeelden van door gletsjers gevormde dalen zijn de grote meren van Noord-Italië.

## Klimaat
Een gedetailleerde beschrijving van het klimaat van de Alpen kan moeilijk worden gegeven, omdat de plaatselijke invloeden heel sterk zijn. Deze hangen van verschillende omstandigheden af, zoals de hoogte, de ligging, in een dal of tegen een helling, waarbij het verder van belang is of het dal noord-zuid, dan wel oost-west loopt en in welke richting de helling ligt. Als gevolg van zo veel uiteenlopende situaties kunnen de klimaten van dicht bij elkaar liggende plaatsen sterk verschillen. Toch kunnen wel enkele redelijke algemeen geldende klimatologische kenmerken worden gegeven.

### Winterklimaat
's Winters bevindt zich boven de Alpen veelal een gebied van hoge luchtdruk, dat in het algemeen wordt versterkt door de lage temperaturen in het gebergte. Onder deze omstandigheden vindt, vooral gedurende de nacht, door uitstraling sterke afkoeling plaats, vooral in de dalen. Daardoor komt het, dat de temperaturen daar dan belangrijk lager zijn dan op enige hoogte langs de hellingen. Door de lage temperaturen ontstaan in die dalen dan vaak mist en laaghangende wolken, terwijl de hoger gelegen gedeelten van de hellingen en ook de toppen geheel vrij van wolken zijn. Dit is onder andere een gevolg van de dalende beweging die de lucht in een hogedrukgebied gewoonlijk ondergaat.

### Zomerklimaat
In de zomermaanden ligt de hoge druk in het algemeen iets verder naar het noorden. Door de zonnestraling bereikt de temperatuur in de dalen, vooral in die naar het zuiden open liggen, althans overdag hoge waarden, terwijl het langs de hellingen betrekkelijk koel blijft. De atmosfeer wordt daardoor onstabiel, warme lucht stroomt tegen de hellingen omhoog en als gevolg daarvan vormen zich langs deze hellingen en om de toppen wolken, die eventueel kunnen uitgroeien tot cumulonimbus (een grote stapelwolk) waarin buien en onweer tot ontwikkeling komen, die na enige tijd tot de dalen kunnen doordringen. Uit het bovenstaande volgt, dat 's winters op grote hoogte in het algemeen meer zonneschijn zal worden aangetroffen dan in de dalen, terwijl 's zomers juist de hoger gelegen plaatsen de minste zonneschijn zullen hebben. Lente en herfst vormen overgangsjaargetijden waarin er weinig verschil tussen hoog en laag gelegen plaatsen bestaat wat de zonneschijnduur betreft.

### Temperatuur
Met betrekking tot de temperatuur kan men stellen, dat het 0,58 °C kouder wordt per 100 meter hoogtetoename. Op 1000 meter hoogte hebben circa 200 dagen per jaar een gemiddelde temperatuur van ten minste 5 °C, terwijl op 2000 meter hoogte dit nog bij circa 125 dagen het geval is.

### Neerslag
Neerslag is meestal gebonden aan storingen, die hetzij ten noorden, hetzij ten zuiden van de Alpen van west naar oost trekken. Een gevolg hiervan is, dat de totale neerslag in deze richting in het algemeen afneemt. Door opstuwing valt de neerslag vooral tegen de berghellingen, met name tegen de noord- en zuidhellingen. De dalen, in het bijzonder de lengtedalen, zijn daardoor relatief droog. De minste neerslag valt in het dal van de Rhône, minder dan 600 mm per jaar; tegen de hellingen van de Walliser Alpen, op een afstand van ongeveer 30 km, wordt ongeveer de grootste neerslag uit het gehele gebied aangetroffen, meer dan 3200 mm. Of de neerslag als sneeuw of als regen valt hangt geheel af van de temperatuur. In de zomer bestaat de neerslag vaak in de hogere niveaus uit sneeuw, beneden uit regen.
In het zuidelijk gedeelte van de Alpen valt de neerslag vooral in de vorm van hevige buien met een maximum in het najaar. In het noordelijk gedeelte is de neerslagintensiteit gewoonlijk kleiner maar duurt de neerslag langer, met name gedurende de winter. Hoewel in de zomer ook daar buien voorkomen, is de veranderlijkheid van de neerslag van jaar tot jaar er toch gewoonlijk kleiner dan in het zuiden.

### Wind
De wind is in de Alpen in het algemeen zwak. Plaatselijk kan echter de lucht met grote snelheid over de passen en door gunstig gelegen dalen stromen. Een bekend voorbeeld is de Tauernwind, een koude noordelijke wind ten noorden van Lienz. Overigens treft men in de dalen gewoonlijk een dagelijkse gang van de windrichting aan, waarbij de lucht overdag dalopwaarts stroomt en 's nachts in de tegengestelde richting.
Een opvallend windverschijnsel is de föhn, die als warme valwind grote snelheden kan vertonen en in het algemeen een sterk buiig karakter heeft. Men kan onderscheid maken tussen noordföhn en zuidföhn, respectievelijk een noordelijke wind die vooral in de zuidelijke en een zuidelijke wind die vooral in de noordelijke Alpendalen voorkomt. De laatste is het meest opvallende verschijnsel omdat hij tot de sterkste temperatuurstijgingen aanleiding geeft, vaak 10 °C binnen 24 uur, in extreme gevallen zelfs meer dan 20 °C. Noordföhn is in het algemeen iets frequenter dan zuidföhn. Zo komt de eerste plaatselijk in de zuidelijke Alpen op ruim 70 dagen per jaar voor, terwijl zuidföhn gewoonlijk op 30 tot 50 dagen per jaar wordt waargenomen. Föhn komt het meest in het voorjaar voor, ongeveer 35% van het totaal aantal gevallen. Tijdens föhnsituaties ontwikkelen zich aan de lijzijde van de bergruggen vaak de zogenaamde lenticulariswolken, die gewoonlijk neerslag binnen 24 uur aankondigen.

### Klimaatscheiding
Door hun west-oost-ligging vormen de Alpen een klimaatscheiding tussen Centraal-Europa en het Middellandse Zeegebied. Speciaal geldt dat koude (en dus zware) uit de poolstreken afkomstige lucht op haar weg naar het zuiden door de gemiddeld ongeveer 2000 meter hoge muur wordt tegengehouden of althans afgeremd. Hier ligt een van de belangrijkste oorzaken voor het klimaatverschil tussen bijvoorbeeld de Verenigde Staten en Zuid-Europa. Vergelijk New York en Napels, beide op ca. 41° breedte, met juli- en januaritemperaturen van 23 en 24 °C, resp. −1 en +8 °C. Voor zover koude polaire lucht tot het Middellandse Zeegebied doordringt, stroomt zij gewoonlijk ten westen van de Alpen naar het zuiden.

## Natuur

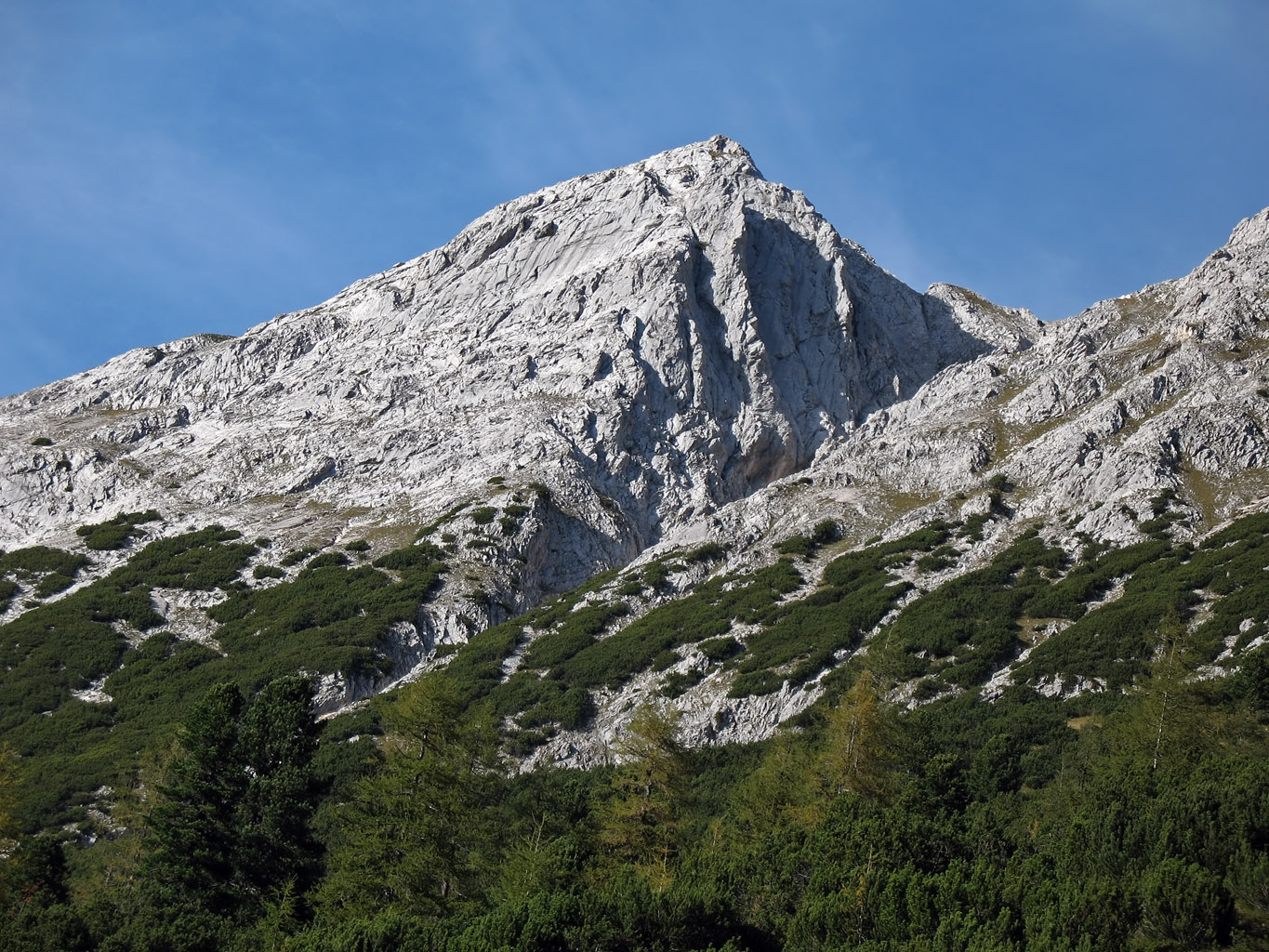
De boomgrens onder de Sunntigerspitze (2321 m) in het Karwendel.

### Ecologie
Het WWF telt vrijwel het hele gebied tot de ecoregio PA0501.
Toch verschilt de natuur van de Alpen sterk tussen noord en zuid: terwijl de noordelijke Alpen tot de bioom der "winterkoude gebergten met bladverliezend bos" behoren (zonobioom IV) behoren de zuidelijke Alpen tot de mediterrane zonobioom VI. Daartussenin ligt de sterk continentale begroeiing in de dalen van de centrale Alpen. De natuur in gebergten varieert sterk naar hoogte en wordt ingedeeld in zones met elk hun specifieke vegetatie en soorten. Deze zones liggen in het zuiden, waar het klimaat warmer is, hoger dan in het noorden. In het centrale deel van de Alpen liggen ze ook hoger dan aan de randen.
In de colline zone, die in de Alpen tot ongeveer 400 meter hoogte ligt, komen van nature dezelfde soorten voor als in omringend laagland. Wanneer men iets hoger komt beginnen de submontane en montane zones, waar naaldbos groeit. De soorten die hier voorkomen zijn vergelijkbaar met de boreale zone op hogere breedtegraad.
In de noordelijke Alpen (de zogenaamde Helvetische zone) is de volgorde van laag naar hoog: eerst zomereiken, daarna beuken en ten slotte fijnsparren. In de drogere centrale (of Penninische) zone van de Alpen is de volgorde: grove dennen, fijnsparren en daarboven lorken en alpendennen. Aan de zuidkant van de Alpen (de Insubrische Zone) komen lager steeneiken voor, daarboven tamme kastanjes en Griekse eiken, daarboven zomereiken en ten slotte beuken.
Nog hoger, tussen de 1400 en 2200 meter hoogte, bevindt zich de boomgrens met daarboven de subalpiene, alpiene en nivale zones. Elke zone kent zijn eigen natuurlijke begroeiing en soorten. De boomgrens ligt in de centrale Alpen gemiddeld 400 tot 600 meter hoger dan aan de rand van de Alpen en varieert sterk in hoogte, ook omdat ze door menselijk ingrijpen vaak naar beneden verschoven is. De alpenweiden worden gebruikt om vee op te laten grazen.

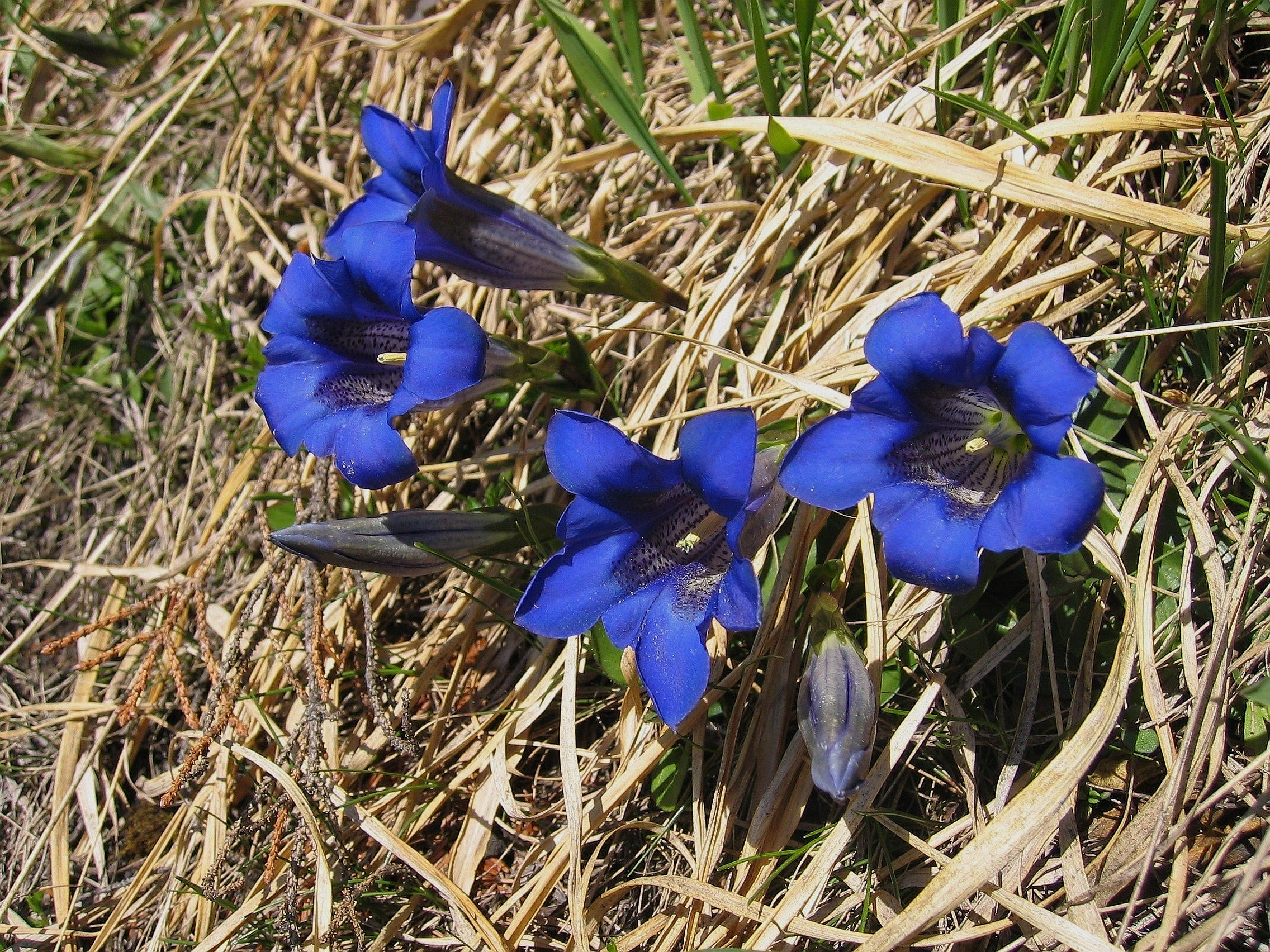
De grootbloemige gentiaan, in de Alpen een typische soort van de alpiene zone.

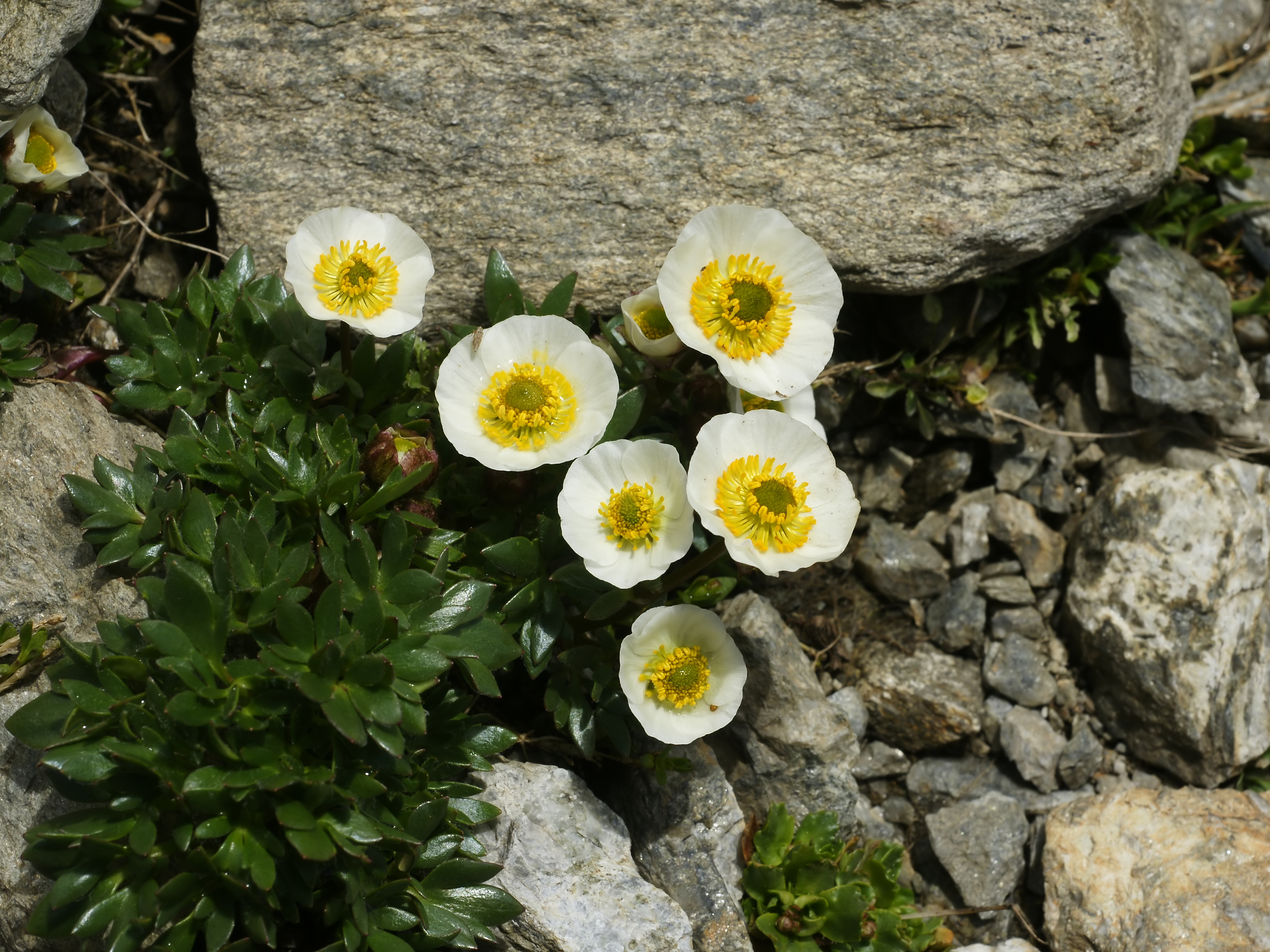
Gletsjerranonkels (Ranunculus glacialis) in de buurt van de Grote Sint-Bernhardpas.

De subalpiene zone ligt tussen 1900 en 2300 meter en is een overgangszone (ecotoon) tussen het naaldbos en de alpenweide. Hier groeien vooral struiken, die niet hoger dan twee meter worden. Voorbeelden zijn rododendrons en op kalkige bodems bergdennen (Pinus mugo); terwijl op lemige bodems eerder witte elzen (Alnus viridis) voorkomen.
De alpiene zone ligt tussen de 1800 en 3000 meter hoogte en bestaat uit bodembedekkende planten. De vegetatie wordt sterk beïnvloed door de duur van de sneeuwbedekking in de winter, het gesteentetype in de ondergrond en de hoeveelheid wind. Een klein aantal plantensoorten groeien op hoogtes tot 2800 meter; veel ervan zijn kussenvormig zoals schildkruid en het stengelloze lijmkruid. Door deze aanpassingen zijn deze planten zowel tegen planteneters als vochtverlies beschermd. Bovendien worden de jonge loten zo tegen wind en bevriezing gevrijwaard. Ook edelweiss groeit op deze hoogten.
De nivale zone ligt boven de sneeuwgrens (in de Alpen rond de 3000 meter hoogte). Planten groeien hier alleen op plekken waar de sneeuw niet het hele jaar kan blijven liggen en de vegetatie bedekt de bodem niet sluitend. Rond de 150 soorten zaadplanten komen nog boven de 3000 meter voor, daarnaast komen er ook korstmossen voor. Tot de soorten die het hoogst groeien behoren de gletsjerranonkel (Ranunculus glacialis) en de steenbreek (Saxifraga biflora). Ook op sneeuw en ijs komen nog soorten voor. De groenalg Chlamydomonas nivalis groeit op firnvlakten en veroorzaakt een rode kleur in de sneeuw, een effect dat bloedsneeuw genoemd wordt.

### Flora
In de Alpen groeit een veelheid van planten en bloemen, zowel in de dalen als op de hoge alpenweiden. Boven de colline zone vormen de Alpen een geïsoleerd eiland voor veel soorten, die niet in de lagere gebieden buiten de Alpen kunnen overleven. Deze soorten zijn typisch voor een kouder klimaat en hebben Europa na de laatste ijstijd vanuit het oosten gekoloniseerd. Met het warmer worden van het klimaat werden ze later weer uit de lagere regionen verdreven en tegenwoordig groeien ze in Midden-Europa alleen in hogere gebieden.

### Fauna
De typische alpendierenwereld leeft boven de boomgrens (1725–2400 m). De lucht is hier ijl, de temperatuur laag, de vochtigheid tamelijk hoog. Boven de sneeuwgrens leven zelfs nog ongeveer 400 soorten, tal van geleedpotige dieren, enkele slakken en platwormen; 27 soorten hiervan komen zelfs alleen in dit gebied voor.
Vele alpenbewoners (eekhoorn, alpenlandsalamander, adder en vele insecten) zijn donkerder van kleur dan hun soortgenoten uit lagere streken. Dit komt doordat ze koudbloedig zijn -behalve de eekhoorn- en de koelere omgeving compenseren door een donkere kleur, waardoor efficiënter zonnewarmte wordt opgenomen. Veel soorten insecten (hommels, vliegen) zijn sterk behaard.
Van de zoogdieren leven de gems, de alpensteenbok, de sneeuwhaas, de sneeuwmuis en de alpenmarmot alleen in dit gebied; de sneeuwmuis komt hoger voor dan enig zoogdier in Europa (tot 4100 m). De alpenvogels zijn zowel stand- als trekvogels. Bekende soorten zijn de steenarend, de alpenkauw, de alpengierzwaluw, de alpenkraai, de rotskruiper en het alpensneeuwhoen. Die laatste twee komen tot aan de grens van de eeuwige sneeuw voor. De kleine of levendbarende hagedis en de adder leven tot circa 2750 m, de zwarte alpensalamander zelfs tot 3000 m. Onder de talrijke geleedpotigen zijn er de hooggebergtemijt en verschillende soorten insecten, zoals de gletsjervlo en de rotsspringer (Machilis nivicomes). Sommige slakken komen nog tot 3000 m voor. Door toedoen van de mens zijn verschillende soorten van lagere naar hoger gelegen gordels verdreven.

## De mens in de Alpen

### Landbouw
Bij de landbouw in de Alpen overheerst traditioneel de veeteelt. In de noordelijke en oostelijke Alpen komt vrijwel uitsluitend veeteelt voor. De vooral in de meer centraal gelegen delen voorkomende akkerbouw staat volledig in dienst van de veeteelt. In de zuidelijke Alpen komt ook intensieve (exportgerichte) akkerbouw voor (naast graan ook fruit, wijn, tabak, bloemen). Akkerbouw wordt slechts in enkele grote en warme dalen overwegend uitgeoefend. De hoogtegrens voor graanverbouw varieert van circa 1000 meter in de noordoostelijke Alpen tot circa 2000 meter in enkele zuidelijk gelegen gebieden.
De veeteelt neemt in de Alpen bijzondere vormen aan. Omdat de dalbodem niet voldoende grasland oplevert, zijn er vormen ontstaan waarbij het rundvee gedurende de zomer naar hogere weiden wordt overgebracht. Op de schraalste en hoogste weiden vormen schapen de veestapel. Akkerbouw en veeteelt zijn in de 20e eeuw sterk achteruitgegaan. De zogenaamde “topografische omstandigheden” maken een moderne bedrijfsvoering vrijwel onmogelijk, terwijl de toegenomen ontwikkeling van de industrie en het sterk gegroeide toerisme aantrekkelijker en winstgevender vormen van werkgelegenheid opleverden. De groei van de industrie en het toerisme heeft een aantal landbouwnederzettingen in snel tempo onherkenbaar veranderd. Bovendien werkte de sterk verbeterde toegankelijkheid van het Alpengebied de concurrentie vanuit andere gebieden in de hand. De laatste decennia heeft zich in de landbouw dan ook een sterke hoogtevlucht ingezet.

### Nederzettingspatronen
De regionaal verschillende bedrijfsvoering, klimaattypen en topografische omstandigheden vormen een verklaring voor de verschillende soorten “nederzettingen” die men in de Alpen aantreft. In de regenrijke, sterk versneden noordelijke Alpen, waar de veehouderij uniek aanwezig is, overheersen alleenstaande boerderijen (Einzelhöfe). Dergelijke afzonderlijke hoeven vormen samen met enkele andere hoeven een kerkdorp. Bij de kerk vindt men vaak een school, een herberg en enige woonhuizen. Men noemt deze gehuchten ‘Weiler’. In deze van de veeteelt afhankelijke streken heerst meestal een bergweidecultuur (Duits: "Dreistufenwirtschaft"). Daarbij drijven boeren hun vee naar plaatsen waar voer verkrijgbaar is. Dat betekent dat ze jaarlijks enkele keren van stallen moeten wisselen naargelang van het seizoen. Deze vorm van veehouderij wordt nog steeds beoefend. De bergweidecultuur is nog steeds van belang voor de vervaardiging van kaas.
In de zuidelijke Alpen, met intensieve akkerbouw en bredere dalen, overheerst het compacte, gesloten dorp. De regionale verscheidenheid in bouwmaterialen uit zich in de aanwezige bebouwing. In de noordelijke Alpen overheerst hout als bouwmateriaal maar zuidelijk is ook steen in trek. Daarnaast treden in de huizenvorm regionaal sterke verschillen op die voor een deel zijn te verklaren door het verschil in bedrijfsvoering.
Grote steden zijn zeldzaam in de Alpen; slechts Grenoble, Salzburg, Innsbruck, Trente en Bozen kunnen worden genoemd.

### Industrie in de Alpen
Vanouds steunde de industrie in de Alpen op de plaatselijk aanwezige grondstoffen en mogelijkheden. Zo vormde de aanwezigheid van ijzererts, hout en waterkracht vooral in het oosten de basis voor de ijzerindustrie. Aanvankelijk was deze gebonden aan de bergstreken, daar de mechanische kracht voor de ijzerbewerking door het stromende water van de bergrivieren moest worden geleverd. De bouw van grote waterkrachtcentrales (onder meer Genissat in Frankrijk, Grande Dixence in Zwitserland, Limbergsperre in Oostenrijk) maakte enerzijds energie transportabel en anderzijds werden dergelijke industriële vestigingen minder aan een plaats gebonden. Veel zware industrie heeft zich dan ook in de beter toegankelijke brede dalen kunnen ontwikkelen. Daarnaast is energie zelf een belangrijk exportproduct geworden. De bosbouw (vooral in Zwitserland, Zuid-Duitsland en Oostenrijk) vormt de basis voor de omvangrijke hout-, papier- en celstofindustrie.
De mijnbouw is in de Oostelijke Alpen van meer betekenis dan in de Westelijke Alpen. De kolenhoudende zone in het oosten (vooral bruinkool) zet zich ook in de bekkens ten oosten van de Alpen voort. Van betekenis zijn voorts de aan de Triasformatie in de noordelijke Kalkalpen gebonden zoutlagen (plaatsnamen met ‘Salz’ of ‘Hall’). Zoutmijnen zijn soms door pekelleidingen verbonden met minerale badplaatsen (Bad Ischl, Bad Aussee, Bad Reichenhall). De Alpen bevatten een grote verscheidenheid van mineralen, doch de voorkomens zijn niet groot. De hoofdertszone is het gebied van de zogenaamde grauwacken en leigesteenten, waarin de vindplaatsen vaak namen dragen met ‘Arz’, ‘Erz’ of ‘Reichen’. Hier worden voornamelijk koper-, zilver- en ijzererts aangetroffen, dit laatste vooral in Stiermarken (Eisenerz), waar het in dagbouw wordt gewonnen. In de Kalkalpen van Zuid-Karinthië komen lood-, wolfraam- en zinkerts voor, in de Hoge Tauern enig goud en in de zuidoosthoek kwik (Idrija). Er is veel winning van steensoorten (marmer, porfier), terwijl in de Kalkalpen op verscheidene plaatsen cement wordt gemaakt.

## Toerisme en bezienswaardigheden

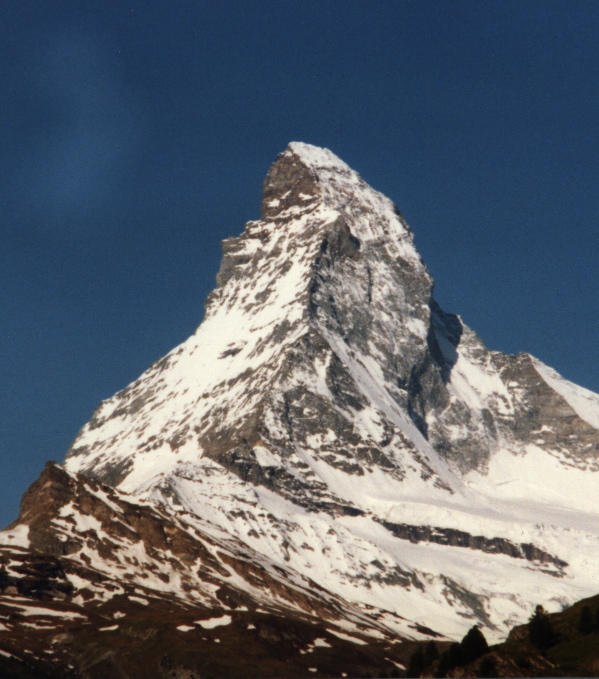
Matterhorn

Het Alpengebied is een van de drukst bezochte toeristengebieden ter wereld. Door het sterk reliëf en de grote hoogteverschillen worden in de Alpen verschillende bergsporten beoefend, zowel zomersporten als wintersport.
De zomersporten zijn vooral fietsen, kajakken, bergwandelen (onder andere de Via Alpina) en bergbeklimmen. Bij de wintersporten zijn er vooral het skiën en het snowboarden, maar ook sleeën, langlaufen en sneeuwwandelen in de vele wintersportgebieden. De Alpen tellen honderden skigebieden, waarvan enkele tientallen (deels) op gletsjers gelegen zijn, zodat er in sommige gevallen het hele jaar door geskied kan worden.
Ook tal van “nieuwe wintersporten" worden er beoefend. Dit zijn bijvoorbeeld kite-sleeën (met een vlieger) en hybride fietsen (met skilatten).
Talrijk zijn ook de minerale en thermische bronnen: zij liggen vooral in het oostelijke en zuidelijke randgebied en omvatten zowel zoutbaden en minerale baden (staalbaden van Sankt Moritz) als thermische baden.

### Frankrijk
Elk jaar in juli passeert de Ronde van Frankrijk, een prestigieuze wielerwedstrijd. De wilde rivieren in de Franse Alpen lenen zich voor watersporten als raften, kajakken en kanoën. Een goed voorbeeld van zo'n rivier is de Rhône of de Ubaye. De Mont Blanc met Chamonix geldt als een mekka van de bergbeklimmers.

### Italië
In de Italiaanse Alpen ligt een aantal grote meren, waaronder het Lago Maggiore, het Gardameer en het Comomeer. De Dolomieten zijn bekend om de roodroze hoge pieken met puinhellingen. Ook in Italië vindt de nationale wielerronde, de Giro, vaak gedeeltelijk in de Alpen plaats.

### Zwitserland
Op de Jungfraujoch, nabij Interlaken, rijdt een trein naar boven. Het station Jungfraujoch is het hoogste station van Europa.
Het Meer van Genève is een groot meer op de grens tussen Zwitserland in het noorden en Frankrijk in het zuiden. Het heeft een oppervlakte van 584 km². Het meer is maximaal 310 meter diep. Het wordt vooral gevoed door de Rhône, die het meer in het zuidoosten bereikt en in het zuidwesten bij Genève weer verlaat.
Bekende plaatsen aan het meer zijn, behalve Genève: Lausanne, Montreux, Nyon, Vevey en, in Frankrijk, Thonon-les-Bains.

### Oostenrijk en Hongarije

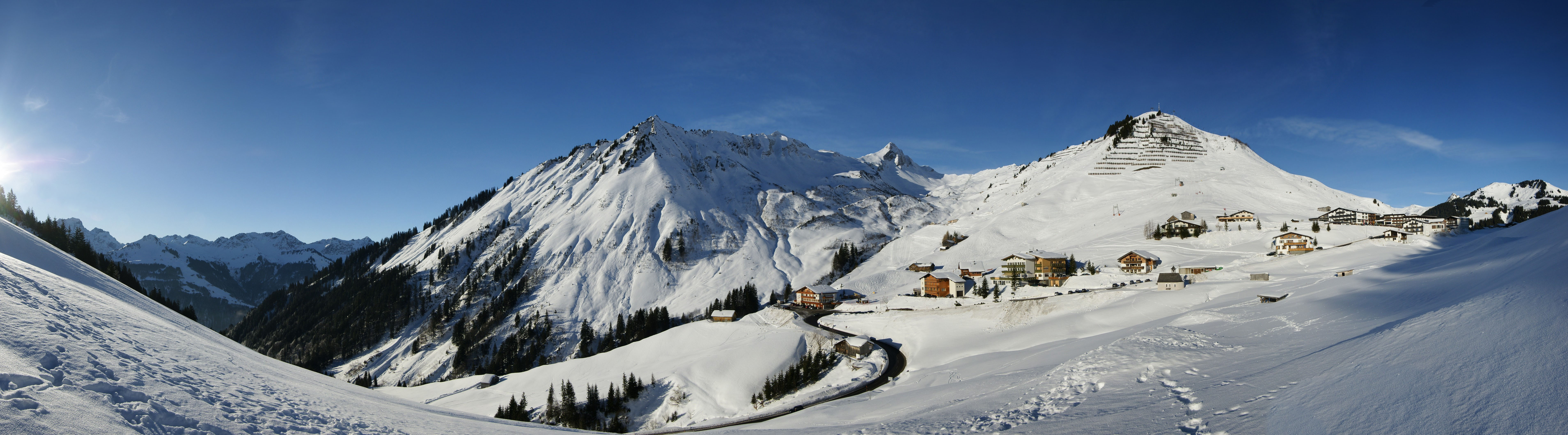
Panorama vanuit het skigebied Fontanella-Faschina in Vorarlberg

De belangrijkste stad in de Oostenrijkse Alpen, tevens hoofdstad van de regio Tirol, is Innsbruck. Deze streek geniet belang vanwege een ruime keuze aan wintersportmogelijkheden, maar ook minder bekende sporten zoals muurklimmen, paragliding en deltavliegen. Een andere Oostenrijkse Alpenstad is Salzburg. Het is naast de geboortestad van Mozart een plaats die beroemd is geworden door haar barokarchitectuur. Verder is Bludenz in Vorarlberg een Alpenstad van belang: Bludenz is het centrum van een bergregio met de vijf valleien Walgau en Montafon, Brandnertal, Klostertal, Arlbergpas en het Großwalsertal. Het Biosphärenpark Großes Walsertal is Vorarlbergs eerst UNESCO-biosfeerreservaat en richt zich op winter- en zomersport dicht bij de natuur.
De oostelijkste uitloper van de Alpen, het Ödenburgergebergte, ligt niet alleen in Oostenrijk, maar ook deels in Hongarije. De hoogste top in deze Hongaarse Alpen is de Magas-Bérc, die 557 meter hoog is. Er staat een uitkijktoren op deze top. De nabijgelegen stad Sopron staat bekend om zijn wijnbouw en zijn historische stadscentrum.

### Duitsland en Slovenië
Net zoals in de andere Alpenlanden is in de Sloveense en de Duitse Alpen de wintersport een sector met belang voor de economie. Een voorbeeld van een skidorp in het hartje van de Duitse Alpen is Oberstdorf. Een bekend skioord in Duitsland is Garmisch-Partenkirchen, waar op nieuwjaarsdag het traditionele schansspringen plaatsvindt. In Slovenië wordt het jaarlijkse schansspringen van Planica (in Mojstrana) georganiseerd. Het land telt verder ruim dertig complexen met skipistes, zowel in de Julische Alpen, de Karawanken, Pohorje en de Kamniker Alpen. Buiten de winter vormen alpinisme en bergwandelen de toeristische activiteiten in de Sloveense Alpen. De Sloveense alpinistenbond onderhoudt ruim 150 berghutten. Slovenië heeft tientallen alpinistenverenigingen, de meeste zijn lokaal georganiseerd, andere verenigen werknemers van bedrijfstakken of soms slechts een enkel bedrijf.

## Alpentradities

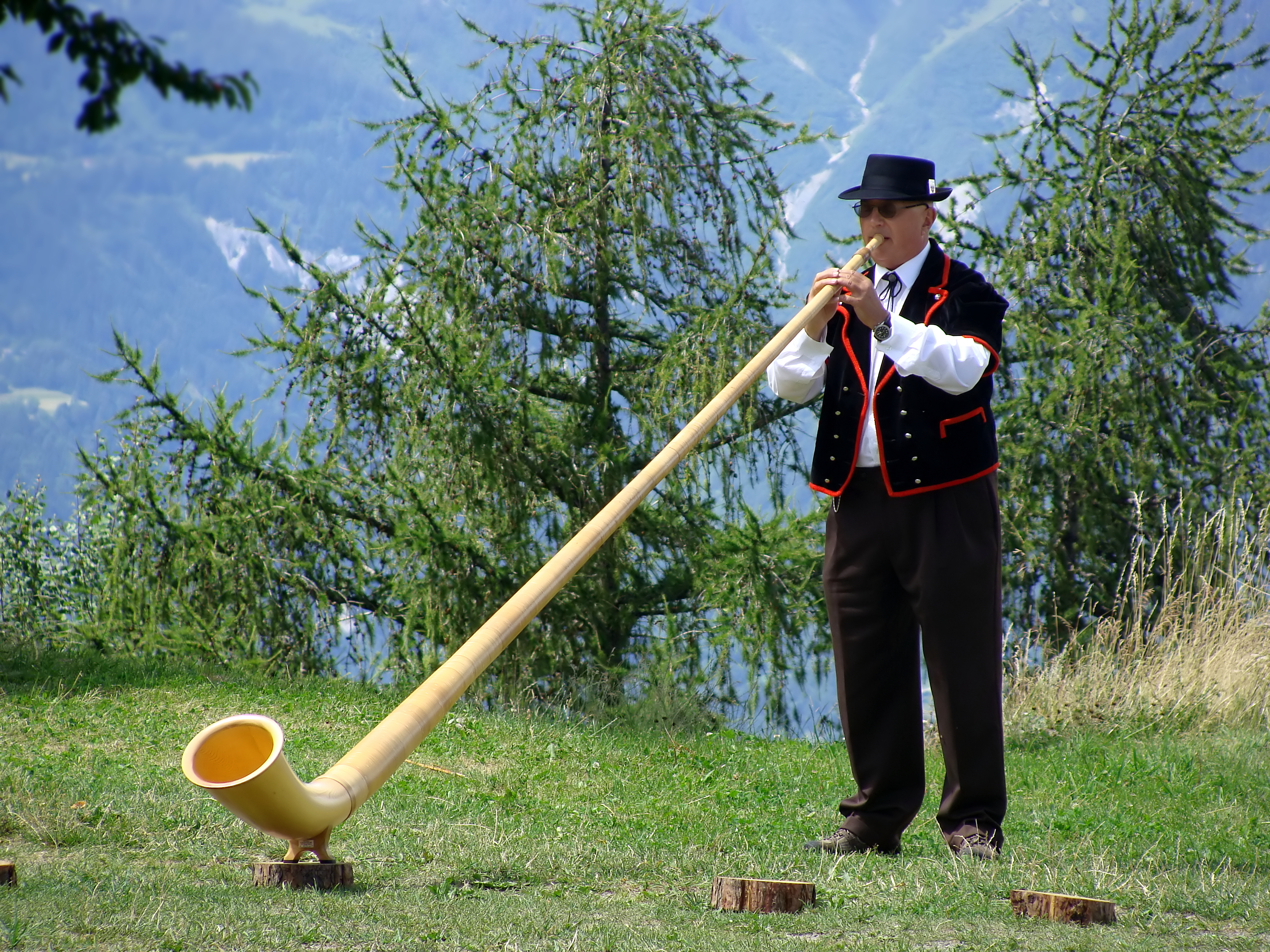
Alphoornspeler in Wallis/ Valais (Zwitserland)

Een bekend muziekinstrument uit de Zwitserse Alpen is de alpenhoorn. De alpenhoorn werd al ongeveer 2000 jaar geleden gebruikt door de Kelten. Herders gebruikten de hoorn als signaalinstrument (zie ook het artikel over de Kuhreigen). Hij wordt nu soms gebruikt om in een orkest mee te spelen. De hoorn is helemaal van hout en onderaan meestal versierd met Zwitserse motieven.
Grote delen van de Alpen staan ook bekend om hun traditionele dorpsfeesten. Vroeger werd dit georganiseerd voor een speciale gebeurtenis, zoals het begin van het oogstseizoen of een bruiloft. Nu worden zulke dorpsfeesten vooral voor de toeristen gehouden. Tijdens de feesten kleden de mannen en vrouwen zich in traditionele kostuums, die verschillen naargelang de plaats in de Alpen. De feesten kunnen in tijd verschillen van één dag tot een ganse week. Een voorbeeld voor zo'n festiviteit is de zogenoemde "Almabtrieb". Deze vindt jaarlijks in september/oktober plaats en duidt het einde aan van de migratie van boeren en hun vee tussen vaste zomer- en wintergebieden. Bij de Almabtrieb wordt het vee feestelijk versierd en terug naar het dal gedreven.

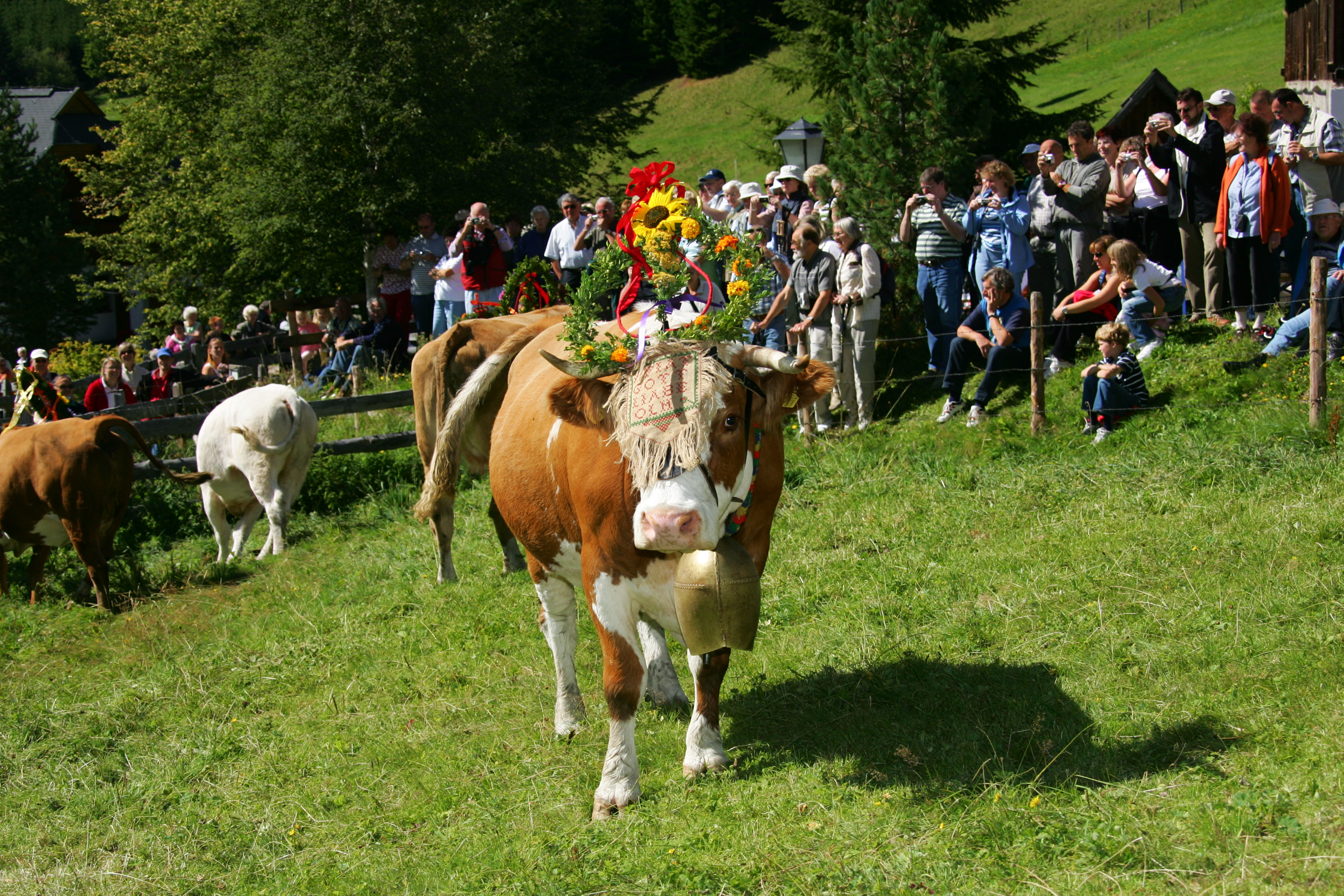
Alpabtrieb naar Bad Kleinkirchheim (Oostenrijk)

Doordat in de Alpen een bijzondere vorm van de veehouderij beoefend wordt (bergweidecultuur), ontstond er een groot aantal alpiene kaassoorten. De bergweidecultuur zorgt ervoor dat koeien door het eten van alpiene kruiden een aromatische melk van hoge kwaliteit geven, de zogenoemde Heumilch ("hooimelk"). Het gebruik van hooimelk bij de kaasmakerij draagt bij tot de markante smaak die vele kazen uit de alpiene regio bepaalt. Voorbeelden hiervoor zijn de Bergkäse – waaronder de Appenzeller en de Gruyère – en de Alpkäse, die uitsluitend in de zomer op hooggelegen bergweides wordt vervaardigd.
In de Duitse Alpen bestaat er nog een traditionele drank: bier. Al eeuwenlang brouwt men hier zijn eigen streekbier. Vroeger werd dat vooral met honing gedaan om een soort mede te maken. Nu doet men dit in speciaal gebouwde brouwerijen om bier in massa te produceren.

## Milieuproblematiek
Het werd in de jaren 80 van de twintigste eeuw duidelijk dat het milieubeleid in het alpengebied drastisch zou moeten veranderen. De explosieve groei van het massatoerisme, de toenemende bevolkingsdruk en de daarmee gepaard gaande uitbreidingen van infrastructuur en wintersportvoorzieningen, alsook de groei van het verkeer in en door het gebied, hebben diepgaande gevolgen gehad voor het milieu. Het bleek dat de massale teruggang van het bomenbestand (onder andere voor de aanleg van hotels, vakantiewoningen en skipistes) het verdwijnen van veel plant- en diersoorten tot gevolg heeft gehad. Ook veroorzaakte de kap steeds sterkere erosie, aardverschuivingen, lawines, modderstromen en overstromingen, waarbij een toenemend aantal menselijke slachtoffers viel te betreuren. De toenemende vervuiling van de gletsjers en de daaruit ontspringende beken en rivieren door uitlaatgassen en afval begint ernstige vormen aan te nemen.
De inrichting van natuurreservaten en beschermde wildparken bleek niet het beoogde effect te hebben. In het begin van de jaren 80 hebben de alpenlanden Oostenrijk, Duitsland, Joegoslavië (nu Slovenië), Italië, Zwitserland en Frankrijk samenwerking gezocht om de problemen het hoofd te bieden. Later in de jaren 80 kreeg de samenwerking vorm in de Alpen-Adria-groep, die een deel van de Alpen omspant. Ook is de CIPRA (Internationale commissie ter bescherming van het Alpengebied) opgericht.
Als gevolg van de klimaatverandering smelten de Alpengletsjers drastisch af. Klimaatschommelingen zijn niet onbekend en de gletsjers zijn een klimaatarchief. Terugtrekking van de gletsjers is vandaag de dag echter sneller dan voorheen het geval was. Volgens metingen verloren de gletsjers sinds het begin van de industrialisatie een derde van het oppervlak en de helft van hun massa. Sinds 1980 is 20 tot 30 procent van het volume van ijs ontdooid.
In een onderzoek dat in het blad The Cryosphere werd gepubliceerd voorspellen onderzoekers aan de hand van nieuwe computermodellen dat het volume van de Alpengletsjers in 2050 met 50% zal zijn afgenomen ten opzichte van het huidige (2018/9) volume. Een directe inperking nu van de wereldwijde emissie van broeikasgassen (kooldioxide en methaan bijvoorbeeld) zou daar nauwelijks invloed op hebben. Gletsjers reageren met vertraging op de opwarming van de aarde. Zelfs zonder verdere opwarming blijven de gletsjers de komende decennia ijs verliezen. Pas na 2050 worden de gevolgen zichtbaar van de verschillende scenario's: drastische inperking van de emissies of weinig of niets doen of iets daartussenin. Wordt het eerste scenario gevolgd dan zal in het jaar 2100 67% van het huidige ijsvolume van de Alpengletsjers verdwenen zijn, bij het tweede scenario ruim 90%.